# Redd Holt
Isaac „Redd“ Holt (* 16. Mai 1932 in Rosedale, Mississippi; † 23. Mai 2023 in Chicago, Illinois) war ein US-amerikanischer Jazz-Schlagzeuger, Bandleader und Musikpädagoge, der mit seinen Bandprojekten Redd Holt Unlimited und Young-Holt Unlimited erfolgreich war.

## Leben und Wirken
Holt wuchs auf der West Side von Chicago auf, besuchte die Crane Technical Highschool und studierte am American Conversatory of Music in Chicago. Mit dem Pianisten Wallace Burton und dem Bassisten Eldee Young bildete er die Formation The West Side Clefts, die Tanzmusik spielte. Nach dem Wechsel des Pianisten entstand daraus 1956 das Ramsey Lewis Trio, dem er bis 1965 angehörte. 1962 legte er ein erstes Album unter eigenem Namen,  Look Out!! Look Out!! bei Argo Records, vor. Er wirkte auch an Lewis’ Hits Hang on Sloopy und The In Crowd mit. Kurz nach diesen kommerziellen Erfolg verließ er mit Eldee Young die Lewis-Band und gründete mit dem Pianisten Don Walker das Young-Holt Trio, mit dem er einige Alben für Brunswick Records einspielte, wie Wack Wack (1966) und Funky But (1968). Nach Umbesetzungen hatten Young und Holt 1968 mit ihrer Band Young-Holt Unlimited einen R&B-Hit  mit Soulful Strut. Nach drei weiteren Alben für Atlantic Records Anfang der 1970er Jahre bildete Holt die Formation Redd Holt Unlimited, mit der er einige popmusikalische Schallplatten einspielte, wie Isaac, Isaac, Isaac (1974) und The Other Side of the Moon (1975), die auch Elemente des Soul Jazz verarbeiteten. Anfang der 1980er Jahre spielte er kurze Zeit erneut mit Ramsey Lewis, bevor er wieder eigene Bands leitete, u. a. mit Jesse Davis. 
Neben seiner Tätigkeit als Musiker war Holt jahrelang als Musikpädagoge aktiv; er lehrte bereits Anfang der 1950er Jahre an der Chicago School of Music und nach 1956 an der Chicago Cosmopolitan School of Music. Er unterrichtete auch im Gumption Artists’ Workshop und in Chicagoer Schulen. Zwischen 1980 und 1985 mietete Redd Holt ein Ladenlokal in der 71st Street an, wo Kurse und Konzerte des Gumption Artists’ Workshop stattfanden. Holt wirkte im Laufe seiner Karriere bei über 100 Aufnahmesessions mit. Mit It's a Take! legte Holt 2020 sein letztes Album vor; der Schlagzeuger starb im Mai 2023 im Alter von 91 Jahren.